# Igreja e Hospital da Misericórdia do Cabeção
O conjunto arquitectónico Igreja e Hospital da Misericórdia do Cabeção situa-se na freguesia de Cabeção, município de Mora.
A irmandade da Misericórdia de Cabeção foi fundada nos últimos anos do século XVI, verificando-se que já tinha existência em 1597. Apesar disto, o livro mais antigo que se conserva no seu arquivo data de 1656, no entanto documentos da Misericórdia de Mora datam-na do século anterior.
A igreja foi consagrada em 1600, com licença do arcebispo de Évora D. Teotónio de Bragança. É um templo modesto na sua arquitectura que sofreu remodelações, uma das quais em 1752, data que se encontra inscrita sobre a porta. No interior são dignos de nota os doze quadros que revestem as paredes, com temas pictóricos recolhidos da Bíblia.

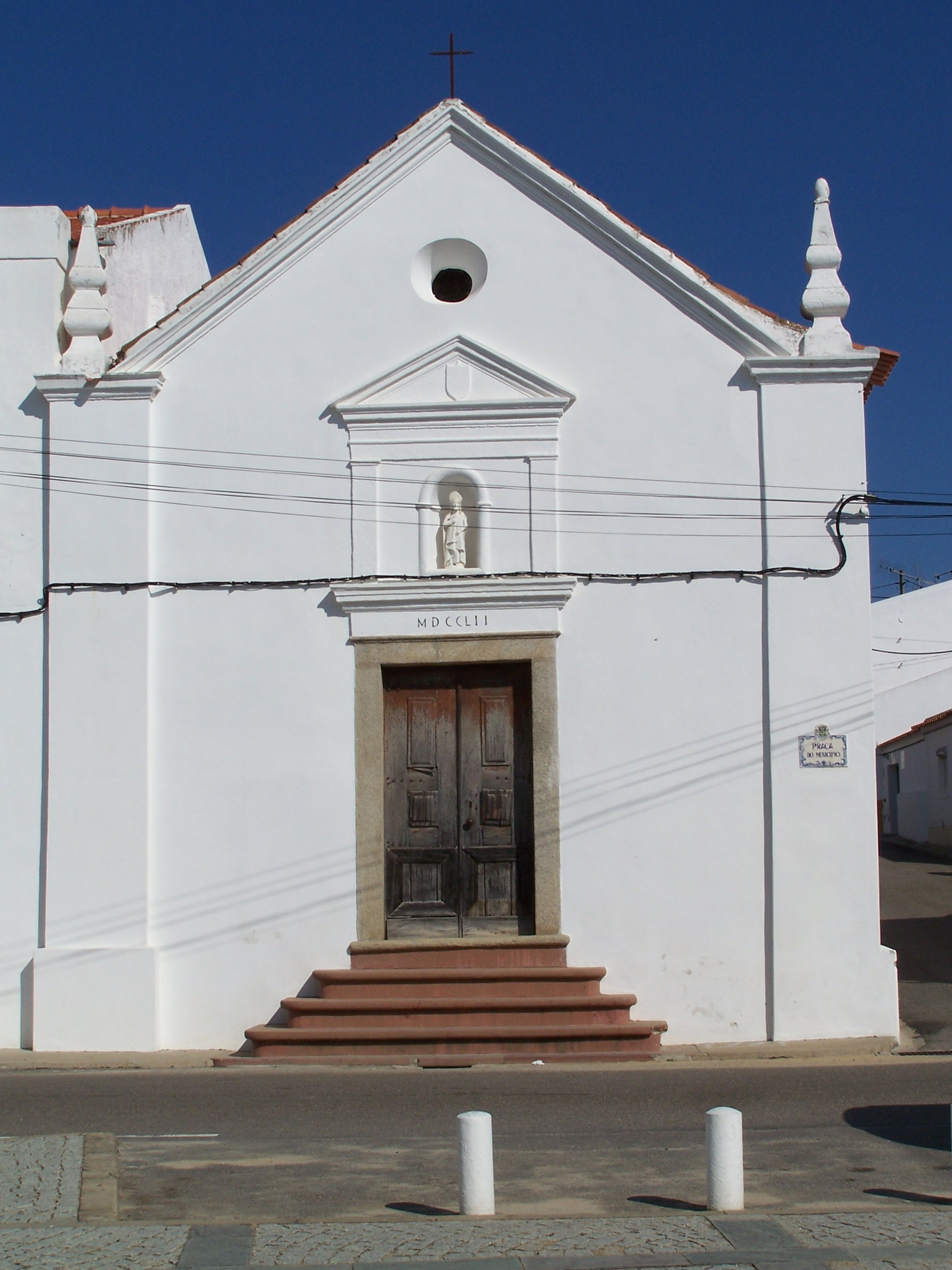
Igreja da Misericórdia

Descrição:
"(...) Está situada na velha Praça Forense, com fachada para o lado meridional, de frontão triangular ladeado, nos acrotérios, por pináculos de andares rematados de fogaréus estilizados. É abraçada por pilastras de alvenaria e a portada, granítica tem o cronograma latino: MDCCLII, que corresponde a uma reforma anterior ao terramoto. No eixo, sotoposto, nicho de molduras arredondadas, vazio de escultura.
O interior compõe-se de nave de planta rectangular, coberta por abóbada de berço dividida em caixotões barrocos, geométricos, relevados, com florões naturalistas, de tinta de água, que ocultam uma primitiva pintura mural.
A capela-mor, de secção quadrangular, (...) manteve a composição do tecto, de meio canhão, com cinco painéis pintados sendo o central, ovolado, da Apoteose da Virgem da Conceição (...). Os restantes quadros representam Obras de Misericórdia Temporais (...). Este conjunto da nave e do presbitério, deve pertencer a uma só empreitada, embora constituída por mais de um oficial de pintura, anónimos e, provavelmente, mestres estabelecidos em Évora (...). Enquadra-se perfeitamente no ciclo barroco de cerca de 1600.
O retábulo do altar-mor, lavrado em talha dourada e colorida, do tipo clássico, com colunas da ordem jónica, estrias e friso superior de triglifos estilizados (...) conserva (...) o políptico de pintura a óleo (...) do ciclo maneirista.
A sacristia tem lavabo de mármore com empena de enrolamento, o tecto abatido, plano, decorado com as armas reais de Portugal, coloridas, também setecentistas, envolvidas por opulento paquife rococó, de molduramento e ornatos angulares guarnecidos de cartelas e dos habituais elementos artísticos (...)."